# Copeův přesmyk
Copeův přesmyk je druh organické reakce, konkrétně [3,3] sigmatropní přesmyk 1,5-dienů, příkladem může být přeměna 3-methyl-hexa-1,5-dienu na hepta-1,5-dien zahřátím na 300 °C.

## Mechanismus
Copeův přesmyk je ukázkovým případem sigmatropního přesmyku. Řadí se mezi [3,3]-sigmatropní reakce s Woodwardovým-Hoffmannovým symbolem [π2s+σ2s+π2s] a je tedy termochemicky výhodný. Často bývá vhodné o něm uvažovat jako o reakci, jejíž meziprodukt strukturou odpovídá diradikálu, i když to tak mnohdy nebývá. Níže zobrazený meziprodukt s židličkovou konformací převažuje u systémů s otevřenými řetězci. Systémy, u kterých se výrazně projevují sterické efekty, například cis-1,2-divinylcyklopropany, ovšem mohou reakcí procházet v lodičkové konformaci.
Předpokládá se, že většina Copeových přesmyků probíhá soustředěným mechanismem přes Hückelův aromatický přechodný stav a diradikál se nevytváří. Soustředěné reakce ovšem mohou být asynchronní a reakce elektronově narušených reaktantů mohou probíhat přes diradikálové meziprodukty. Jako příklad lze uvést Copeův přesmyk elektronově neutrálního hexa-1,5-dienu, zobrazený níže. V tomto případě zanikají dvě vazby pí a dvě nové se vytvářejí, podobně také zanikají dvě vazby sigma a dvě nové vznikají. Na rozdíl od Claisenova přesmyku jsou Copeovy přesmyky substrátů nevykazujících narušení sterickými nebo elektronovými efekty často tepelně neutrální a tak může být příslušná přeměna kvůli nízké hodnotě rovnovážné konstanty pouze částečná. U hexa-1,5-dienu je například K = 1.
U asymetrických dienů mohou mít produkty rozdílnou stereochemii, kterou lze u pericyklických reakcí, mezi které patří také Copeův přesmyk, předvídat pomocí Woodwardových–Hoffmannových pravidel; podle těchto pravidel se tvoří převážně produkty se židličkovou konformací.

## Příklady
Copeův přesmyk je často využíván v organické syntéze; je symetricky povolený, pokud u všech reaktantů probíhá suprafaciálně; meziprodukt může mít lodičkovou i židličkovou konformaci. Příkladem je rozšíření cyklobutanového cyklu na cyklookta-1,5-dien:
V tomto případě musí reakce probíhat přes meziprodukt s lodičkovou konformací, čímž vzniká nenasycený produkt jako cis-izomer; molekula trans-izomeru by měla příliš velké úhlové napětí. Reakce se provádí za zvýšené teploty. Reakci usnadňuje ztráta úhlového napětí u produktu.

## Oxy- a aniontové Copeovy přesmyky
Při oxy-Copeových přesmycích se naváže hydroxylová skupina na C3 za vzniku enolu, který se tautomerizaci přemění na enal nebo enon.
Původní reakce musela být, aby probíhala přijatelnou rychlostí, prováděna za vysokých teplot. V roce 1975 však David A. Evans a A. M. Golob ukázali, že deprotonace oxy-Copeových substrátů silnými zásadami reakci urychluje 1010krát až 1017krát oproti neutrálním podmínkám. Díky tomu bylo umožněno provádět oxy-Copeovy přesmyky i za pokojové teploty, někdy i při 0 °C. K tvorbě plně disociovaného alkoxidu se nejčastěji využívá přídavek hydridu draselného a 18-crown-6.
Výše uvedený diastereomer reaktantu nereaguje, pokud má vinylovou skupinu v ekvatoriální poloze, což naznačuje, že reakce probíhá soustředěným mechanismem. Meziprodukt vykazuje vlastnosti velmi podobné diradikálu. Aniontové Copeovy přesmyky mohou probíhat s velkou účinností i u systémů, které nemají dostatečný překryv orbitalů, což se projevuje například při syntéze periplanonu B, kterou popsali Stuart Schreiber a S. Santini.
K odpovídajícím neutrálním a siloxy-Copeovým přesmykům nedošlo, produkty eliminace se z nich tvořily až při 200 °C.

## Ostatní varianty
Byla popsána aza varianta Copeova přesmyku. K významným a často zkoumaným [3,3] sigmatropním reakcím patří také Claisenův přesmyk.